# 3599 Basov
3599 Basov је астероид главног астероидног појаса са средњом удаљеношћу од Сунца која износи 3,162 астрономских јединица (АЈ).
Апсолутна магнитуда астероида је 11,8.